# Hep Stars
Les Hep Stars étaient un des groupes de pop les plus populaires de Suède de 1965 à 1969.
Ils firent sensation par leur jeu de scène et en sautant du haut des amplificateurs. Bien que cette attitude fut courante chez les groupes anglo-saxons, les Hep Stars furent l'un des premiers groupes à l’adopter en Suède. Benny Andersson, qui jouait de l’orgue devint par la suite membre du groupe ABBA. Les autres membres du groupe étaient Svenne Hedlund (chant), Janne Frisk (guitares), Christer Pettersson (batterie) and Lelle Hegland (basse). Au départ, ils eurent un répertoire consistant en la reprise de standards anglais et américains — ils obtinrent un no 1 en Suède avec Cadillac, une reprise de Vince Taylor. Mais petit à petit, Benny décida de composer : No Response, Sunny Girl, Wedding, qui furent tous des tubes.

## Discographie
- 1964 - We and Our Cadillac
- 1965 - Hep Stars on Stage
- 1966 - The Hep Stars
- 1967 - Jul med Hep Stars
- 1968 - Songs We Sang
- 1968 - It's Been a Long Long Time
- 1969 - Hep Stars på svenska
- 1970 - How It All Started